# 山海村
山海村（やまみむら）は、かつて愛知県知多郡にあった村。
現在の南知多町の一部（山海など）に該当する。

## 歴史
- 1878年（明治11年） - 岩屋寺村、久村、大泊村が合併し、山海村となる。
- 1889年（明治22年）10月1日 - 町村制により、山海村が発足。
- 1906年（明治39年）7月1日 - 内海町と合併し、内海町発足。同日山海村は廃止となる。

## 教育
- 山海尋常小学校（後の南知多町立山海小学校 2009年3月閉校）